# Жен Жуејпинг
Жен Жуејпинг (традиционални кинески: 任瑞萍; пинјин: Rén Ruìpíng; Шандунг 1. фебруар 1976) била је кинеска атлетичарка чија је специјалност била троскок. Три пута је обарала јуниорски светски рекорд у троскоку, а са 14,66 м (1997) дуго је држала сениорски азијски рекорд, који је 2010. оборила Олга Рипакова из Казахстана са 15,25 метара.
Године 1993, 1995. и 1998. била је првак Азије, 1998. освојила је злато на Азијским играма у Бангкоку, а 1997. и 2001. на Источноазијским играма.
На Светском првенству у дворани 1995. у Барселони била је трећа, а на Светском првенству на отвореном у Гетеборгу 1995. и на Олимпијским играма 1996. у Атланти 1996, шеста.
Учествовала је још на два светска првенства 1997 у Атини и 1999. у Севиљи и на Олимпијским играма 2000. у Сиднеју. Сва три такмичења завршила је у квалификацијама.
У националним оквирима 1993. победила је на кинеским националним играма, а од 1994. до 1997. и 1999. до 2000, била је првакиња у кинеском првенству

## Лични рекорди
на отвореном
- троскок — 14,66 м АЗР, Хирошима, 29. април 1997.
- скок удаљ — 6,51 м 	Шиђаџуанг 	24. септембар 1996.

у дворани
- троскок — 14,37 м Барселона, 11. март 1995.